# Song of Freedom

Song of Freedom est un film britannique réalisé par J. Elder Wills, sorti en 1936.

## Synopsis
Johnny Zinga travaille comme docker lorsqu'il devient du jour au lendemain un célèbre chanteur avant d'apprendre qu’il est en réalité le roi légitime de l’île de Casanga.

## Fiche technique
- Titre : Song of Freedom
- Réalisation : J. Elder Wills
- Scénario : Ingram D'Abbes et Fenn Sherie d'après une histoire de Claude Wallace et Dorothy Holloway
- Production : Will Hammer
- Musique : Eric Ansell
- Montage : Arthur Tavares
- Pays d'origine : Royaume-Uni
- Format : Noir et blanc - 1,37:1 - Mono
- Genre : Drame
- Durée : 80 minutes
- Date de sortie : 1936

## Distribution
- Paul Robeson : John 'Johnny' Zinga
- Elisabeth Welch : Ruth Zinga
- Esme Percy : Gabriel Donozetti
- Robert Adams : Monty